# Динко Раніна
Динко Раніна (хорв. Dinko Ranjina, італ. Domenico Ragnina; 1536, Дубровник — 1607, Дубровник) — хорватський дубровницький поет і редактор доби Далматинського Відродження.
Уродженець і громадянин Рагузької республіки, аристократ, у 1556 році увійшов до складу і керував Радою республіки.
Потім жив у італійських Мессіні та Флоренції, намагаючись налагодити торговельні зв'язки.
У 1563 році опублікував збірку сонетів «Вибрані поезії різних чудових авторів» (італ. Rime scelte da diversi eccelenti autori), в тому ж році вийшла збірка «Різні вірші» (хорв. Pjesni razlike), що включали як власні вірші Раніни, так і твори інших тогочасних поетів.
Герцог Тосканський Козімо нагородив Раніну орденом святого Стефана.
Два вірші Динка Раніни у перекладі українською мовою відомого українського поета Дмитра Павличка надруковано в малій антології хорватської поезії «Ідея світу» (К.: «Основи», 2008).